# Mount Leichhardt
Mount Leichhardt är ett berg i Australien. Det ligger i regionen Central Desert och territoriet Northern Territory, omkring 1 100 kilometer söder om territoriets huvudstad Darwin. Toppen på Mount Leichhardt är 1 121 meter över havet.
Mount Leichhardt är den högsta punkten i trakten. Trakten runt Mount Leichhardt är nära nog obefolkad, med mindre än två invånare per kvadratkilometer.. Det finns inga samhällen i närheten.
Omgivningarna runt Mount Leichhardt är i huvudsak ett öppet busklandskap. Genomsnittlig årsnederbörd är 424 millimeter. Den regnigaste månaden är december, med i genomsnitt 96 mm nederbörd, och den torraste är augusti, med 2 mm nederbörd.